# بول هوغ
بول هوغ (بالإنجليزية: Paul Hogue)‏ مواليد 28 أبريل 1940 في نوكسفيل - الوفاة 17 أغسطس 2009، كان لاعب كرة سلة أمريكي. بدأ مسيرته الاحترافية في سنة 1962. تم اختياره من قبل فريق نيويورك نيكس خلال الدرافت. حمل الرقم 14. بلغ طوله 6 قدم 9 بوصة (2.1 م). اعتزل اللعب في 1964. لعب مع نيويورك نيكس وواشنطن ويزاردز.

## روابط خارجية
- بول هوغ على موقع إن بي أي (الإنجليزية)
- بول هوغ على موقع سبورتس رفرنس (الإنجليزية)
- بول هوغ على موقع كلية كرة السلة في سبورتس رفرنس.كوم (الإنجليزية)
- بول هوغ على موقع ريلجم (الإنجليزية)
- بول هوغ على موقع بروبوليرز (الإنجليزية)